# Karol Jancewicz

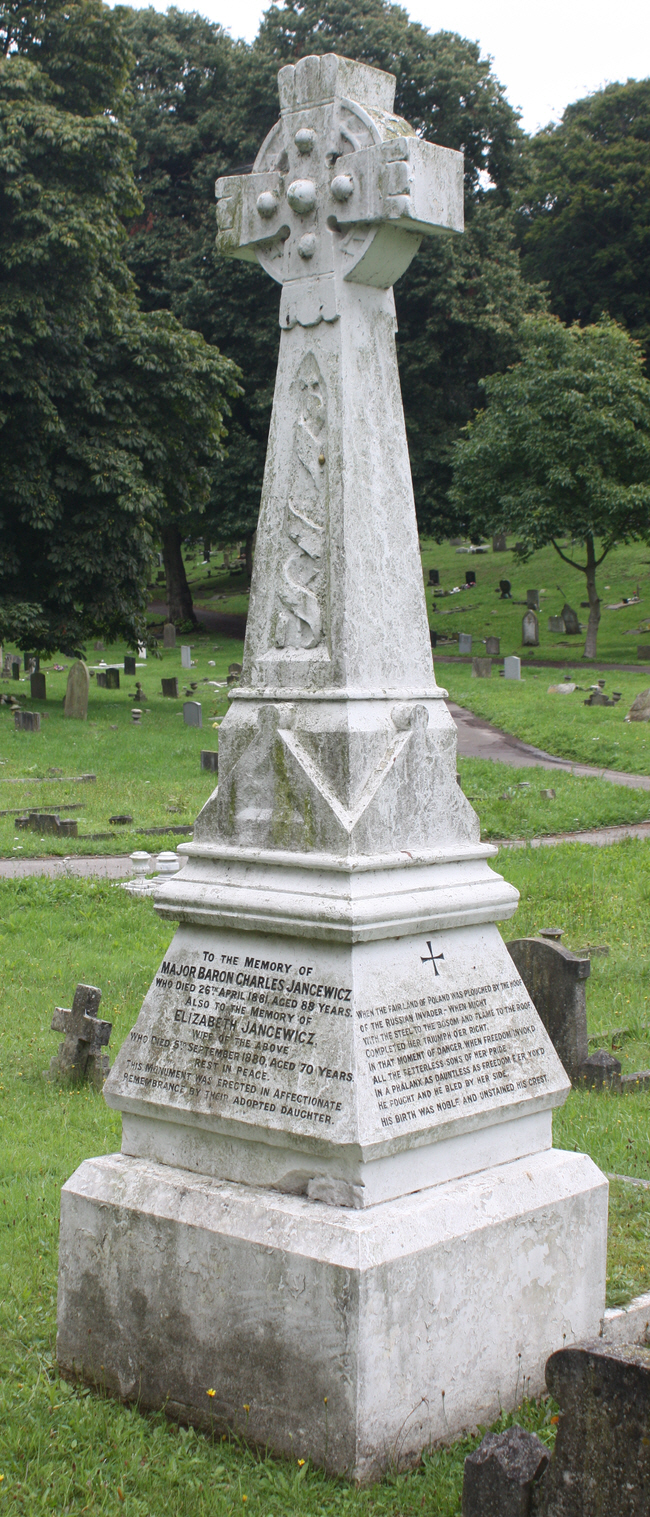
Nagrobek Karola Jancewicza i Elizabeth Jancewcz na Ipswich Old Cemetery w Suffolk, Wielka Brytania

Karol Jancewicz, także Charles Jancewicz (ur. ok. 1793-1795 w Warszawie lub w woj. wileńskim, zm. 26 kwietnia 1881 w Ipswich) – napoleończyk, oficer powstania listopadowego, działacz emigracyjny, przedsiębiorca; kawaler Złotego Krzyża Orderu Virtuti Militari, baron.

## Życiorys
Pochodził ze Żmudzi, z rodziny szlacheckiej. Służył w Wojsku Polskim Księstwa Warszawskiego. Brał udział w wyprawie Napoleona na Moskwę w roku 1812 (m.in. przebywał w Moskwie w czasie pożaru tego miasta), po upadku której dostał się do niewoli rosyjskiej. W bliżej nie ustalonych okolicznościach zbiegł, a następnie przedostał się do Francji, gdzie wstąpił w szeregi armii francuskiej. Według legendy, otrzymał Krzyż Legii Honorowej (lub medal) od samego Napoleona, który miał zdjąć ów krzyż z własnej piersi i uhonorować nim Jancewicza. W kampanii napoleońskiej Karol Jancewicz otrzymał wiele ran, m.in. był raniony szablą w twarz, a pozostała po tym urazie blizna stanowiła swego rodzaju znak rozpoznawczy Jancewicza w późniejszych latach.
W powstaniu listopadowym służył początkowo jako porucznik (od 21 grudnia), następnie jako kapitan (15 czerwca) i major w 2 Pułku Mazurów. 4 października 1831 r. otrzymał Krzyż Złoty Orderu Virtuti Militari. Następnego dnia przekroczył granicę pruską z armią gen. Macieja Rybińskiego.
Po upadku powstania wyemigrował na zachód Europy (m.in. do Bourges, Poitiers, Besançon, Rufféc, Paryża, Londynu, Jersey, Ipswich). Był współautorem aktu Konfederacji Narodu Polskiego, ogłoszonego w Paryżu, w dniu 25 lutego 1836, tj. w piątą rocznicę bitwy grochowskiej. Konfederacja została zawiązana w celu zjednoczenia całej emigracji polskiej i połączenia wysiłków zmierzających do odzyskania przez Polskę niepodległości. W listopadzie 1836 został wydalony do Anglii. W roku 1837 wstąpił do Komisji do Zbadania Finansów Rady Gospodarczej w Szwajcarii; był także członkiem Ogółu Londyńskiego oraz członkiem Zjednoczenia gminy Westminster w Londynie, w którym tymczasowo pełnił funkcję sekretarza. W 1838 opublikował odezwę „Ogół Londyński do Emigracji Polskiej”. Także w Londynie wstąpił w struktury Towarzystwa Demokratycznego Polskiego (lipiec 1846), lecz już w roku następnym, wyrokiem Sądu Bratniego w Lyonie, został wykreślony z listy członków za nieszanowanie woli większości (11 października 1847).
W czasie wojny krymskiej współorganizował polski oddział dla wsparcia wojsk sułtana przeciwko Rosji. W marcu 1858 r. został uhonorowany przez francuskiego wicekonsula Medalem św. Heleny, ustanowionym dla żołnierzy walczących pod sztandarami Napoleona I. Otrzymał ponadto dwa inne medale.

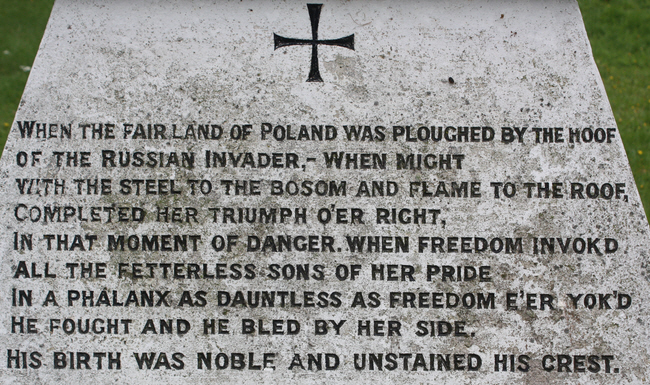
Inskrypcja-wiersz na nagrobku Karola Jancewicza

W Wielkiej Brytanii był znany jako Charles Jancewicz. Po kilkukrotnych nieudanych próbach otrzymania brytyjskiego obywatelstwa (1855-1859), uzyskał naturalizację w dniu 12 grudnia 1866 r. Ostatnie lata życia spędził w angielskim Ispwich, gdzie posiadał czynne prawo wyborcze oraz kilka nieruchomości. Po raz pierwszy ożenił się w roku 1844 w kolegiacie westminsterskiej, w Londynie. Po śmierci pierwszej żony ożenił się po raz drugi: 12 sierpnia 1851 zawarł w Lambeth związek małżeński z Angielką Elizabeth Taylor (1810-1880), z którą adoptował w szpitalu w Saint Helier córkę Honorę.
Zmarł 26 kwietnia 1881 roku. Został pochowany na Ipswich Old Cemetery w Suffolk. Z inicjatywy Honory Ryan wykonano na kamieniu nagrobnym w języku angielskim inskrypcję-wiersz opiewający jej ojca i Polskę.
Po śmierci Jancewicza, na łamach The Ipswich Journal (30 kwietnia 1881) ukazał się nekrolog zatytułowany An Eventful Life, poświęcony pamięci polskiego barona.